# Campionato europeo femminile under 19 di calcio 2009
Il Campionato europeo femminile under 19 di calcio 2009 è stato la 12ª edizione del torneo organizzato dalla Union of European Football Associations (UEFA). La fase finale si è giocata in Bielorussia, dal 13 al 25 luglio 2009. Al torneo potevano partecipare solo le giocatrici nate dopo il 1º gennaio 1990.
L'Inghilterra ha vinto il titolo per la prima volta.

## Qualificazioni
Le qualificazioni prevedevano due fasi. Nella prima, disputata tra il 24 settembre e il 1º ottobre 2008, 44 squadre sono state divise in 11 gironi di 4. Le prime due classificate di ogni girone e la migliore terza si sono qualificate per la seconda fase, a cui era ammessa direttamente la Germania, prima nel ranking UEFA. Le 24 squadre rimaste sono state divise in 6 gironi di 4. Gli incontri della seconda fase si disputarono tra il 23 e il 28 aprile 2009. Le vincitrici di ogni girone e la migliore seconda classificata si sono qualificate per la fase finale.

### Squadre qualificate
La seguente tabella riporta le otto nazionali qualificate per la fase finale del torneo, con le informazioni relative ai precedenti tornei compresi i quattro Under-18.
| Nazionale   | Metodo di qualificazione        | fasi finali disputate | Ultima qualificazione | Migliore risultato nel torneo            |
| ----------- | ------------------------------- | --------------------- | --------------------- | ---------------------------------------- |
| Bielorussia | Ospitante                       | 1                     | -                     | Debutto                                  |
| Islanda     | Vincitrice fase élite, Gruppo 1 | 2                     | 2007                  | Fase a gironi (2007)                     |
| Norvegia    | Vincitrice fase élite, Gruppo 2 | 8                     | 2008                  | Finalista (2001, 2003 e 2008)            |
| Francia     | Vincitrice fase élite, Gruppo 3 | 9                     | 2008                  | Campione (2003)                          |
| Germania    | Vincitrice fase élite, Gruppo 4 | 12                    | 2008                  | Campione (2000, 2001, 2002, 2006 e 2007) |
| Svizzera    | Vincitrice fase élite, Gruppo 5 | 5                     | 2006                  | Fase a gironi (2002, 2004, 2005 e 2006)  |
| Inghilterra | Vincitrice fase élite, Gruppo 6 | 6                     | 2008                  | Finalista (2007)                         |
| Svezia      | Migliore 2ª fase élite          | 5                     | 2008                  | Semifinali (2003 e 2008)                 |

## Fase finale

### Fase a gironi

#### Girone A
| Pos. | Squadra     | Pt | G | V | N | P | GF | GS | DR  |
| ---- | ----------- | -- | - | - | - | - | -- | -- | --- |
| 1.   | Francia     | 6  | 3 | 2 | 0 | 1 | 6  | 2  | +4  |
| 2.   | Svizzera    | 6  | 3 | 2 | 0 | 1 | 7  | 3  | +4  |
| 3.   | Germania    | 6  | 3 | 2 | 0 | 1 | 11 | 4  | +7  |
| 4.   | Bielorussia | 0  | 3 | 0 | 0 | 3 | 1  | 16 | -15 |

| Arbitro: | Efthalia Mitsi |

|             |           |               |
| Barbance 7’ | Marcatori | 35’, 36’ Wich |

| Arbitro: | Elia María Martínez Martínez |

|                  |           |                                                 |
| Miklashevich 52’ | Marcatori | 12’ Stein 25’ Crnogorčević 29’ Mehmeti 41’ Baer |

| Arbitro: | Yuliya Medvedeva-Keldyusheva |

|  |           |                             |
|  | Marcatori | 12’ Rubio 83’, 84’ Barbance |

| Arbitro: | Teodora Albon |

|                                        |           |  |
| Crnogorčević 3’ Bachmann 65’ Stein 78’ | Marcatori |  |

| Arbitro: | Sandra Braz Bastos |

|                                                                                               |           |  |
| Marozsán 6’, 7’, 10’ Bagehorn 23’ Mirlach 27’ (rig.) Huth 31’ Wermelt 35’ Popp 62’ Wagner 77’ | Marcatori |  |

| Arbitro: | Carina Vitulano |

|  |           |                          |
|  | Marcatori | 52’ Crammer 80’ Barbance |

#### Girone B
| Pos. | Squadra     | Pt | G | V | N | P | GF | GS | DR |
| ---- | ----------- | -- | - | - | - | - | -- | -- | -- |
| 1.   | Inghilterra | 7  | 3 | 2 | 1 | 0 | 7  | 0  | +7 |
| 2.   | Svezia      | 6  | 3 | 2 | 0 | 1 | 4  | 5  | −1 |
| 3.   | Norvegia    | 2  | 3 | 0 | 2 | 1 | 1  | 2  | −1 |
| 4.   | Islanda     | 1  | 3 | 0 | 1 | 2 | 1  | 2  | −1 |

| Arbitro: | Carina Vitulano |

|  |           |                                 |
|  | Marcatori | 20’ Moore 36’ Duggan 65’ Weston |

| Maladzečna 13 luglio 2009 | Islanda                      | 0 – 0 referto | Norvegia | Gorodskoi Stadium (3 852 spett.)\| Arbitro: \| Yuliya Medvedeva-Keldyusheva \| |
| Arbitro:                  | Yuliya Medvedeva-Keldyusheva |               |          |                                                                                |

| Arbitro: | Sandra Braz Bastos |

|                            |           |                     |
| Jakobsson 77’ Hjohlman 88’ | Marcatori | 45+2’ Ásgrímsdóttir |

| Maladzečna 16 luglio 2009 | Inghilterra                  | 0 – 0 referto | Norvegia | Gorodskoi Stadium (3 043 spett.)\| Arbitro: \| Elia María Martínez Martínez \| |
| Arbitro:                  | Elia María Martínez Martínez |               |          |                                                                                |

| Arbitro: | Teodora Albon |

|             |           |                             |
| Pedersen 4’ | Marcatori | 35’ Göransson 44’ Jakobsson |

| Arbitro: | Efthalia Mitsi |

|                                           |           |  |
| Moore 11’ Nobbs 13’, 80’ Christiansen 77’ | Marcatori |  |

### Fase a eliminazione diretta
|  | Semifinali  | Semifinali  | Semifinali  |             |        | Finale | Finale | Finale |  |
|  |             |             |             |             |        |        |        |        |  |
|  | Francia     | Francia     | 2           |             |        |        |        |        |  |
|  | Francia     | Francia     | 2           |             |        |        |        |        |  |
|  | Svezia      | Svezia      | 5           |             |        |        |        |        |  |
|  | Svezia      | Svezia      | 5           |             | Svezia | Svezia | 0      |        |  |
|  |             |             |             |             | Svezia | Svezia | 0      |        |  |
|  |             |             | Inghilterra | Inghilterra | 2      |        |        |        |  |
|  | Inghilterra | Inghilterra | Inghilterra | Inghilterra | 2      | 3      |        |        |  |
|  | Inghilterra | Inghilterra |             |             |        |        |        |        |  |
|  | Svizzera    | Svizzera    | 0           |             |        |        |        |        |  |

#### Semifinali
| Arbitro: | Efthalia Mitsi |

|                      |           |                                                   |
| Tenret 34’ Sasso 68’ | Marcatori | 24’ Lövgren 86’, 91’, 107’ Jakobsson 100’ Egelryd |

| Arbitro: | Yuliya Medvedeva-Keldyusheva |

|                                  |           |  |
| Duggan 28’, 55’ Christiansen 45’ | Marcatori |  |

#### Finale
| Arbitro: | Teodora Albon |

|  |           |                      |
|  | Marcatori | 33’ Duggan 37’ Nobbs |

| Svezia | Inghilterra |

| SVEZIA:        |    |                       |     |     |
|                |    |                       |     |     |
| P              | 12 | Hilda Carlén          |     |     |
| D              | 4  | Emma Kullberg         |     | 80’ |
| D              | 5  | Emelie Lövgren        |     |     |
| D              | 6  | Cecilia Borgström     |     | 58’ |
| C              | 2  | Josefine Alfsson      | 76’ |     |
| C              | 7  | Emilia Appelquist (c) |     |     |
| C              | 10 | Tilda Heimersson      |     |     |
| C              | 13 | Catrine Johansson     |     |     |
| C              | 15 | Antonia Göransson     |     |     |
| A              | 9  | Sofia Jakobsson       |     |     |
| A              | 17 | Jennifer Egelryd      |     | 46’ |
| Sostituzioni:  |    |                       |     |     |
| A              | 18 | Jenny Hjohlman        |     | 46’ |
| C              | 8  | Julia Lyckberg        |     | 58’ |
| A              | 11 | Olivia Schough        |     | 80’ |
| Allenatore:    |    |                       |     |     |
| Calle Barrling |    |                       |     |     |

| INGHILTERRA:  |    |                       |     |     |
|               |    |                       |     |     |
| P             | 1  | Rebecca Spencer       |     |     |
| D             | 2  | Chelsea Weston        |     |     |
| D             | 3  | Gilly Flaherty        |     |     |
| D             | 5  | Lucia Bronze          |     |     |
| C             | 4  | Remi Allen            |     |     |
| C             | 6  | Kerys Harrop          |     |     |
| C             | 7  | Isobel Christiansen   |     | 79’ |
| C             | 8  | Jordan Nobbs          |     |     |
| C             | 10 | Michelle Hinnigan (c) |     | 67’ |
| C             | 11 | Jade Moore            | 86’ |     |
| A             | 9  | Toni Duggan           |     |     |
| Sostituzioni: |    |                       |     |     |
| C             | 14 | Laura Coombs          |     | 67’ |
| A             | 16 | Jessica Holbrook      |     | 79’ |
| Allenatore:   |    |                       |     |     |
| Mo Marley     |    |                       |     |     |

| Ufficiali di gara - Guardalinee: - Maja Dovnik (Slovenia) - Paula Brady (Irlanda) - Quarto uomo: Carina Vitulano(Italia) |

## Marcatrici
5 gol
-  Sofia Jakobsson

4 gol
-  Toni Duggan
-  Solène Barbance

3 gol
-  Jordan Nobbs
-  Dzsenifer Marozsán

2 gol
-  Isobel Christiansen
-  Jade Moore

-  Jessica Wich
-  Ana-Maria Crnogorčević

1 gol
-  Ekaterina Miklashevich
-  Chelsea Weston
-  Pauline Crammer
-  Léa Rubio
-  Charlène Sasso
-  Fanny Tenret
-  Marie-Louise Bagehorn

-  Svenja Huth
-  Stefanie Mirlach
-  Alexandra Popp
-  Selina Wagner
-  Lena Wermelt
-  Arna Sif Ásgrímsdóttir
-  Cecilie Pedersen

-  Jennifer Egelryd
-  Antonia Göransson
-  Jenny Hjohlman
-  Emelie Lövgren
-  Ramona Bachmann
-  Bettina Baer
-  Jehona Mehmeti